# 汤丸
韩国汤丸（韓語：새알심），在韩国方言中也称鸟蛋（韓語：새알）、翁心（韓語：옹심이）、翁时美（韓語：옹시미），是用糯米粉或高粱粉做成的鸟蛋大小的圆形块状物。汤丸可以单独食用，也可以放在红豆粥、南瓜粥、南瓜糊、刀削面等里吃。
土豆汤丸是韩国江原道的一种乡土食品，类似于用干土豆和淀粉制作的汤圆。土豆汤丸最初模样和普通汤丸类似，但由于时间和人力成本等缘故，变成像片儿汤一样又薄又大的样子。 

## 风俗
在用红豆粥算命的“红豆粥店”中，有用红豆粥中的“翁心”(小丸子)算命的“翁心点”。算命者用翁心点在怀孕女性的家里烤或煮汤丸时推测胎儿的性别。算命者根据丸子的状态来推测胎儿是男性还是女性，若是长得圆圆的就是女儿，若是一粒一粒的就是儿子。 

## 相关照片

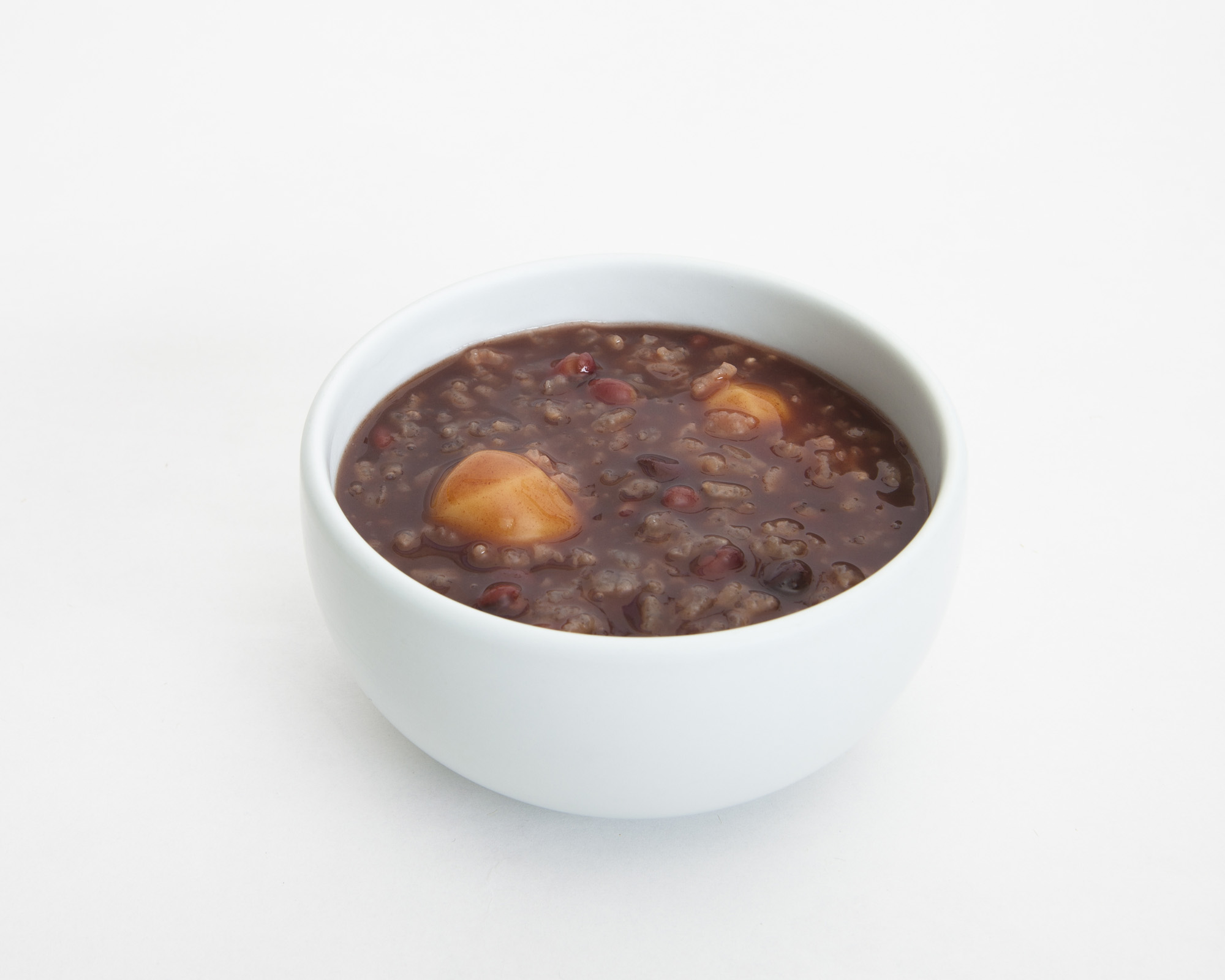
红豆粥里的汤丸